# Myzejene Selmani
Myzejene Selmani (pronunciación en albanés: mʏzɛj'e:nɛ sɛl'mɑ:nɪ) es una ingeniera y política albanesa de Kosovo y diputada en el Parlamento de Kosovo desde 2007. Ella es miembro del partido político La Alianza Nuevo Kosovo y el grupo parlamentario de la Coalición para Nuevo Kosovo. El 31 de marzo de 2011, fue anunciada como candidata a Presidente de Kosovo, participando en la elección parlamentaria contra el exjefe de su partido Behgjet Pacolli.